# Gwanbuk
Il Gwanbuk o Kwanbuk è una delle tradizionali regioni della Corea. Come le altre regioni, non ha funzioni amministrative ma solo geografiche. Attualmente la regione si trova nello stato della Corea del Nord, oggi suddivisa dalle province del Hamgyŏng Settentrionale e Hamgyŏng Meridionale mentre in passato, durante la dinastia Joseon corrispondeva alla provincia dell'Hamgyong. Il termine Gwanbuk è stato generalmente usato per riferirsi alla sola parte settentrionale dell'Hamgyong, oggi corrispondente all'Hamgyong Settentrionale della Corea del Nord mentre per la parte meridionale ci si è riferiti con il termine Gwannam. Questi termini sono però oggi in disuso. Il termine Gwanbuk significa letteralmente "Nord della Cresta", riferendosi all'altura di Mach'ŏnnyŏng (Chosŏn'gŭl: 마천령, Hancha: 摩天嶺).